# Jeskola Buzz
Jeskola Buzz är ett gratis musikprogram anpassat efter Microsoft Windows.